# José Luis Abadín
José Luis Abadín (ur. 13 marca 1987 w Ourense) – hiszpański kierowca wyścigowy.

## Kariera
Abadín rozpoczął karierę w wyścigach samochodowych w 2007 roku od startów w Formule Master Junior, gdzie raz wygrywał i czternastokrotnie stawał na podium. Z dorobkiem 316 punktów uplasował się tam na trzeciej pozycji w klasyfikacji generalnej. W późniejszych latach pojawiał się także w stawce European F3 Open oraz Formuły 2.
W Mistrzostwach Formuły 2 startował w latach 2011-2012. Tylko w pierwszym sezonie startów był klasyfikowany. Z dorobkiem jednego punktu uplasował się na dwudziestej drugiej pozycji w klasyfikacji generalnej.

## Statystyki
| Sezon | Seria                               | Zespół                | Wyścigi | Zwycięstwa | PP | NO | Podium | Punkty | Pozycja |
| ----- | ----------------------------------- | --------------------- | ------- | ---------- | -- | -- | ------ | ------ | ------- |
| 2006  | Master Junior Formula               |                       |         |            |    |    |        |        | 11      |
| 2007  | Master Junior Formula               | Emilio de Villota.com | 21      | 1          | 0  | 2  | 14     | 316    | 3       |
| 2008  | Hiszpańska Formuła 3                | Novo Team ECA         | 11      | 0          | 0  | 0  | 0      | 0      | NS      |
| 2009  | European F3 Open                    | Drivex                | 12      | 0          | 0  | 0  | 0      | 16     | 15      |
| 2009  | European F3 Open – Copa de España   | Drivex                | 12      | 3          | 0  | 2  | 8      | 76     | 3       |
| 2010  | European F3 Open                    | Drivex                | 10      | 0          | 0  | 0  | 2      | 43     | 7       |
| 2011  | Formuła 2                           | MotorSport Vision     | 10      | 0          | 0  | 0  | 0      | 1      | 22      |
| 2012  | Formuła 2                           | Motorsport Vision     | 2       | 0          | 0  | 0  | 0      | 0      | 22      |
| 2012  | European F3 Open                    | Drivex School         | 2       | 0          | 0  | 0  | 0      | 0      | NS      |
| 2012  | European F3 Open – Championship Cup | Drivex School         | 2       | 0          | 0  | 0  | 0      | 0      | NS      |